# 妮娜·德瓦尔
妮娜·德瓦尔（Nina Derwael，2000年3月26日—）生于林堡省圣特雷登，是一名比利时女子竞技体操运动员。她三岁时开始练习体操。其父亲尼可·德瓦尔曾是效力于皇家亨克体育俱乐部的一名足球运动员。2017年，她两次创下历史，首先她在欧洲锦标赛上夺得高低杠金牌，成为史上首位在欧洲竞技体操锦标赛上夺冠的比利时女选手，之后又在同年的世界锦标赛高低杠项目上摘得铜牌，成为史上首位在竞技体操世锦赛上获得奖牌的比利时女选手。一年后，她在世锦赛同一项目中夺冠，又成为史上第一位在体操世锦赛上摘金的比利时运动员。